# محمد یوسف خلف
محمد یوسف خلف (انگلیسی: Mohamed Yousif) یک بازیکن فوتبال اهل امارات متحده عربی است.
وی همچنین در تیم ملی فوتبال امارات متحده عربی بازی کرده‌است.